# 最后坑

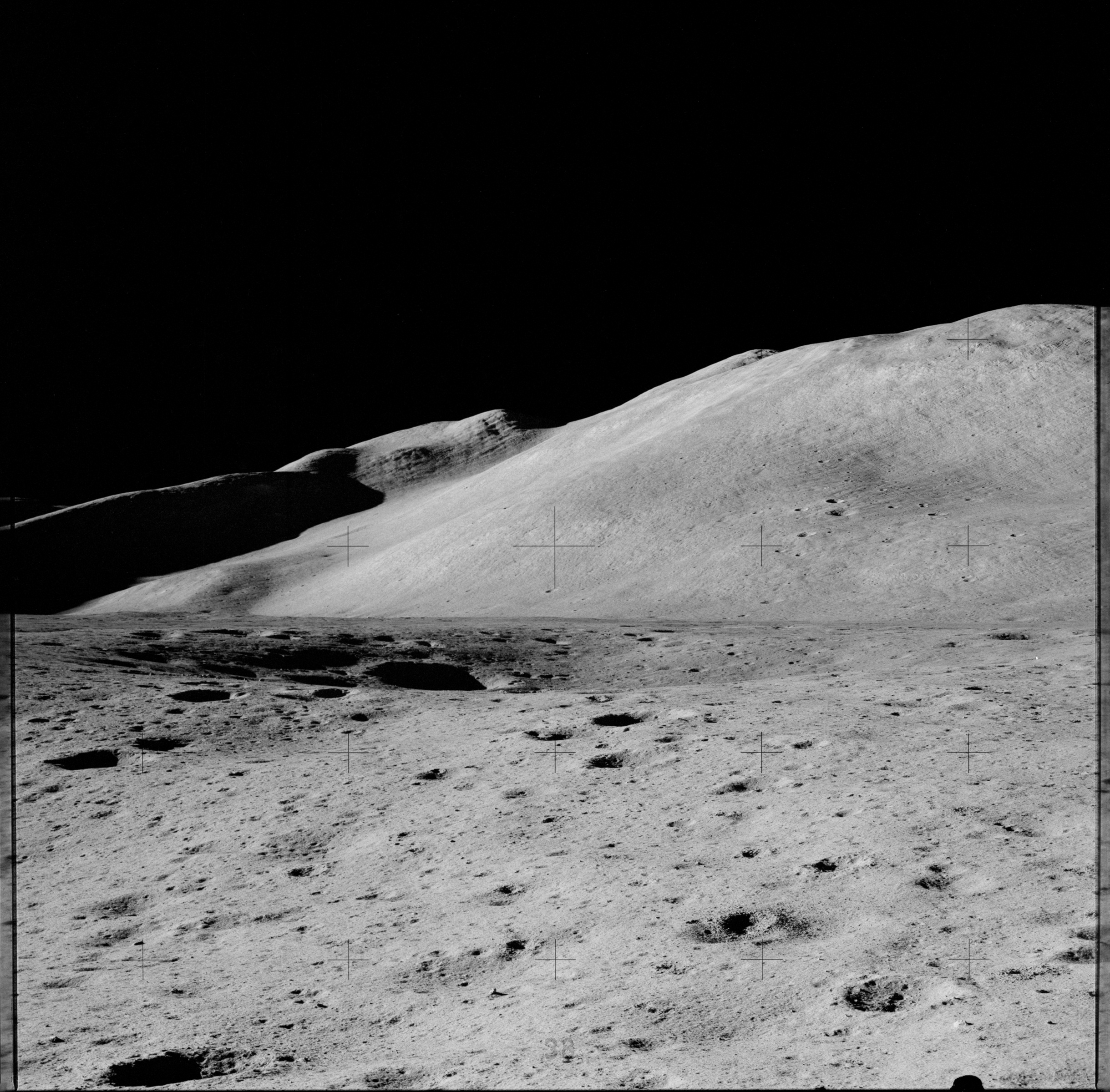
从鹰号登月舱顶部看到的景象 (着陆后不久，准备开始舱外活动)，朝向南面的哈德利·德尔塔山和地平线上的西尔弗·斯珀山，最后坑位于图中前面。

最后坑（Last）是月球哈德利-亚平宁区的一座撞击陨石坑。1971年阿波罗15号任务期间，"鹰"号登陆舱载着宇航员大卫·斯科特和詹姆斯·艾尔文就降落在它的北边。
最后坑位于哈德利月溪以东约2公里处，距东南飞船原定着陆点-指示坑约1公里。
该坑名在1973年被国际天文联合会正式接受。。